# Стоянович, Даниэла
Даниэла Стоянович (серб. Данијела Стојановић; род. 27 апреля 1970 года, Ниш) — российская актриса сербского происхождения.

## Биография
Даниэла Стоянович родилась в Сербии в городе Ниш. Окончила Белградский государственный университет искусств (Институт драматического искусства, кафедра актёрского мастерства). Работала в Народном театре (г. Суботица) и Белградском драматическом театре. С 2000 года живёт в Санкт-Петербурге. Сотрудничала с Театром на Литейном, «Формальным театром» Андрея Могучего, театрами «Приют комедианта» и «Особняк». Помимо работы в театре снимается в телесериалах и кино.

### Семья
Муж — Андрей Суротдинов, скрипач рок-группы «Аквариум».

## Работа в театре
- «Tosca», «хореодрама» по мотивам пьесы В. Сарду «Тоска» и одноимённой оперы Дж. Пуччини, Театр им. Комиссаржевской , реж. Л. Ристич[серб.], Н. Кокотович[серб.].
- «Так говорил Заратустра» по текстам Ф. Ницше и К. Юнга, театр «Особняк», реж. А. Слюсарчук
- «PRO Турандот» по сказке К. Гоцци, театр «Приют комедианта», реж. А. Могучий
- «Фандо и Лис» по одноимённой пьесе Ф. Аррабаля, театр «Особняк», реж. А. Слюсарчук
- «Lexicon» по роману М. Павича «Хазарский словарь», театр «Особняк», реж. А. Слюсарчук[3]
- «Capricco/Каприччио» сценическая фантазия на музыку С. Курёхина, Театр на Литейном», реж. Р. Смирнов
- «Венский апокриф» по роману Ингеборг Бахман «Малина», театр «Особняк», реж. А. Слюсарчук[4]

## Фильмография
- 2000 — Школа для дураков (фильм-спектакль), реж. А. Могучий
- 2002 — Агентство «Золотая пуля» (эпизод «Дело о таможеннике») — Бьянка
- 2004 — Улицы разбитых фонарей 6 (эпизод «Портрет баронессы») — Весна Брегович
- 2004 — Лабиринты разума — Лена
- 2004 — Потерявшие солнце — сотрудница турфирмы
- 2004 — Ментовские войны-1 (Фильм 2 — «Недетские игры») — Ольга
- 2007 — Лабиринты разума 2 — Лена
- 2008 — Дикое поле — Катя
- 2009 — Багровый цвет снегопада — Ксения Герстель
- 2010 — Попытка Веры — Вера Григорьевна Николаева
- 2010 — Голоса — Лиза Зарецкая
- 2011 — Мишень — Анна
- 2011 — Небесный суд — Вероника Митрович, вдова Андрея
- 2012 — Свои-чужие (к/м) — Анна, связная партизанского отряда
- 2012 — Конвой — жена Игната
- 2012 — Пропавший без вести (другое название — Подписка о невыезде)
- 2012 — Одну тебя люблю (другое название — Время и люди) — Мария
- 2012 — Мосгаз — Маргарита Карпухина, мать Славика
- 2014 — Мосгаз. Дело № 2: Палач — Маргарита Карпухина, жена Черкасова
- 2015 — Мосгаз. Дело № 3: Паук — Маргарита Карпухина, жена Черкасова
- 2016 — Мосгаз. Дело № 4: Шакал — Маргарита Карпухина, жена Черкасова
- 2018 — Мосгаз. Дело № 5: перация «Сатана» — Маргарита Карпухина, жена Черкасова
- 2018 — Кислота — мать Ивана
- 2019 — Мосгаз. Дело № 6: Формула мести — Маргарита Карпухина, жена Черкасова
- 2020 — Мосгаз. Дело № 7: Катран — Маргарита Карпухина, жена Черкасова
- 2020 — Пальмира — Сабира
- 2020 — Агентство О.К.О. — Ольга Валерьева, психолог
- 2021 — Мосгаз. Дело № 8: Западня — Маргарита Карпухина
- 2023 — Мосгаз. Дело № 9: Последнее дело Черкасова — Маргарита Карпухина
- 2024 — Мосгаз. Дело № 10: Метроном — — Маргарита Карпухина